# Dirección General de Enseñanza Secundaria (Uruguay)
La Dirección General de Educación Secundaria (también conocido como DGES, anteriormente  Consejo de Educación Secundaria) es un organismo de la Administración Nacional de Educación Pública encargado de la gestión y el diseño de políticas educativas en el marco de la educación secundaria en Uruguay.  

## Competencias
En el marco de una Ley de Urgencia aprobada en 2020, fueron disueltos los Consejos de Enseñanza, a excepción del Consejo de Formación en Educación y se sustituyen por Direcciones Generales. Esto generó controversias respecto a las características de esta "ley ómnibus", que introdujo importantes y variadas modificaciones que, sin mayor discusión fueron aprobadas por las mayorías legislativas del gobierno de Luis Lacalle Pou en el marco de la pandemia de covid19. En lo que respecta a la Dirección de Secundaria, el órgano conserva las funciones y facultades de su antecesor para la proyección de los planes de estudio, la aprobación y supervisión de todos los programas y cursos, así como la superintendencia de todos los institutos habilitados de enseñanza secundaría.
Las nuevas direcciones unipersonales se estructuraron en una modalidad más vertical, alegando que uno de los problemas educativos más importantes refería a la gobernanza. Luego de aprobados los cambios de conducción política, no se han observado datos educativos que respalden el diagnóstico realizado por el gobierno de Luis Lacalle Pou.

## Antecedentes

Edificio del Instituto Alfredo Vásquez Acevedo, construido para la entonces Sección de Enseñanza Secundaria y Preparatorios.

A fines del siglo XIX y en el marco del proceso de cambio en la educación que generó la reforma impulsada por José Pedro Varela el sistema educativo público en el Uruguay se estructuraba en: Educación Primaria con una oferta que abarcaba gran parte del país, Enseñanza Técnica y Enseñanza Secundaria y Superior a cargo de la Universidad, con planes y programas específicos en sus tres Facultades: Derecho, Medicina y Matemática.

En 1880 y a propuesta de Alfredo Vásquez Acevedo se creó una Sección de educación Secundaria bajo la tutela de la Universidad de la República. 
"... En los últimos años del siglo XIX, el alumnado del único centro público de educación media, la Sección de Enseñanza Secundaria de la Universidad de la República, oscilaba entre unos 300 a 400 alumnos. El ingreso a ese nivel de enseñanza se lograba mediante un examen que comprendía conocimientos de aritmética, idioma español, geografía e historia nacional, examen que era salvado por algo más del 50% de los inscriptos, lo que indicaba que no era una prueba de fácil
realización.
Según el plan de 1887, los estudios por aquel entonces se extendían a seis años, durante los cuales se enseñaba: Matemática, Geografía, Cosmografía, Física, Química, Historia Universal, Historia Nacional y Sudamericana, Gramática, Retórica, Literatura, Filosofía, Inglés, Francés, Latín, Dibujo, Gimnasia, Ejercicio militares."
En 1911 es inaugurado un edificio específico y acorde a las necesidades de la entonces Sección de Enseñanza Secundaria y Preparatoria, la cual había aumentado significativamente su matrícula estudiantil. En el año 1912, se darían dos hechos significativos en la democratización de la enseñanza secundaria. En enero es promulgada la ley de creación de las primeras instituciones secundarias en las dieciocho capitales del país, las cuales tendrían la denominación de liceos.  Cuatro meses después, el 17 de mayo, se sancionaría la creación e instalación de la Sección Femenina de Educación Secundaría en Montevideo, que tendría como fin la enseñanza secundaria para mujeres. 
El 13 de enero de 1916 el presidente de la República Feliciano Viera decretó la creación de dos nuevas instituciones de enseñanza en Montevideo, los liceos 1 y 2, en conjunto con el establecimiento de la gratuidad en toda la enseñanza pública. 
En el año 1935 se define que la educación secundaria de todo el país, hasta ese momento bajo la tutela de la Universidad de la República pase a la órbita de una nueva institución, la cual sería creada en diciembre de 1935 a instancias del Ministerio de Instrucción Pública y de la ley orgánica sobre la enseñanza secundaria aprobada por la Asamblea General, el entonces Consejo Nacional de Educación Secundaria asume la titularidad y administración de todas los liceos del país y su plan de estudios. 
El 11 de diciembre de 1985 a instancias de la Ley de Emergencia para la Enseñanza general, es creada la Administración Nacional de Educación Pública y el Consejo de Educación Secundaria, el cual adquiere una función descentralizada de la misma. 

En el artículo 2.º de dicha ley se establece uno de sus fines principales:
“La Enseñanza Secundaria tendrá como fin esencial la cultura integral de sus educandos. Tenderá a la formación de ciudadanos conscientes de sus deberes sociales”

## Actualidad
En el año 2005 las autoridades designadas para integrar el Consejo de Educación Secundaria, entre ellos la inspectora Alex Mazzei, quien asumió la presidencia del órgano, impulsaron una reforma educativa en los centros educativos, la cual recibió la denominación de Reformulación 2006.
En el año 2010 se define que el consejo esté integrado por un miembro designado por el colectivo docente. En esa primera instancia la elección recayó en el Consejero Daniel Guasco. 
La profesora Celsa Puente, asumió la Dirección General del Consejo el 14 de enero de 2014, en medio de una situación crítica de la gestión particularmente vinculada con la elección de cargos y horas docentes. Durante ese primer año de gestión, -último del gobierno de José Mujica- se realizó un procedimiento de diseño participativo de la elección de horas. Puente fue confirmada en su cargo de directora general del Consejo para el próximo período. 
En 2015 fueron creadas las Comisiones de Elección y Designación de horas y cargos con presencia de miembros del propio Consejo. Así como también las Asambleas Técnicas Docentes, tanto del sindicato docente como también de los Directores y Secretarios liceales. Bajo la dirección de Puente, se comenzó a realizar el proceso de descentralización de la gestión de secundaria, instalándose siete Inspecciones Regionales (Norte I, Norte II, Litoral Centro Sur, Este, Metropolitana I, Metropolitana II y Canelones). Cada una de ellas cuenta con una sede física en alguno de los departamentos de la región, exceptuando al Litoral Centro-Sur que cuenta con dos sedes, debido a la amplitud geográfica entre los departamentos de Durazno y Mercedes. Se completó además la creación de las Direcciones Sectoriales.
En el año 2018 Celsa Puente renunció y fue sustituida por la profesora Ana Olivera.
En el año 2020, tras la aprobación de la Ley 19.889 de Urgente consideración, se modificó la gobernanza educativa, suprimiendo el Consejo de Educación Secundaria (como también a los de primaria y educación profesional) y lo sustituye por una Dirección General. 
Durante este período (2020-2025) la Dirección General de Enseñanza Secundaria estuvo conducida por la Profesora Jenifer Cherro, en el marco de diversas controversias que señalaban el creciente autoritarismo de la institución y la obstinación de su directora por disciplinar y censurar a docentes..
Actualmente Enseñanza Secundaria tiene al profesor Manuel Oroño como director general y a la profesora Sandra Peña como subdirectora. El gobierno del Presidente Yamandú Orsi se comprometió a reinstalar la forma institucional de los Consejos en el marco de todos los subsistemas de educación.   

## Dependencias

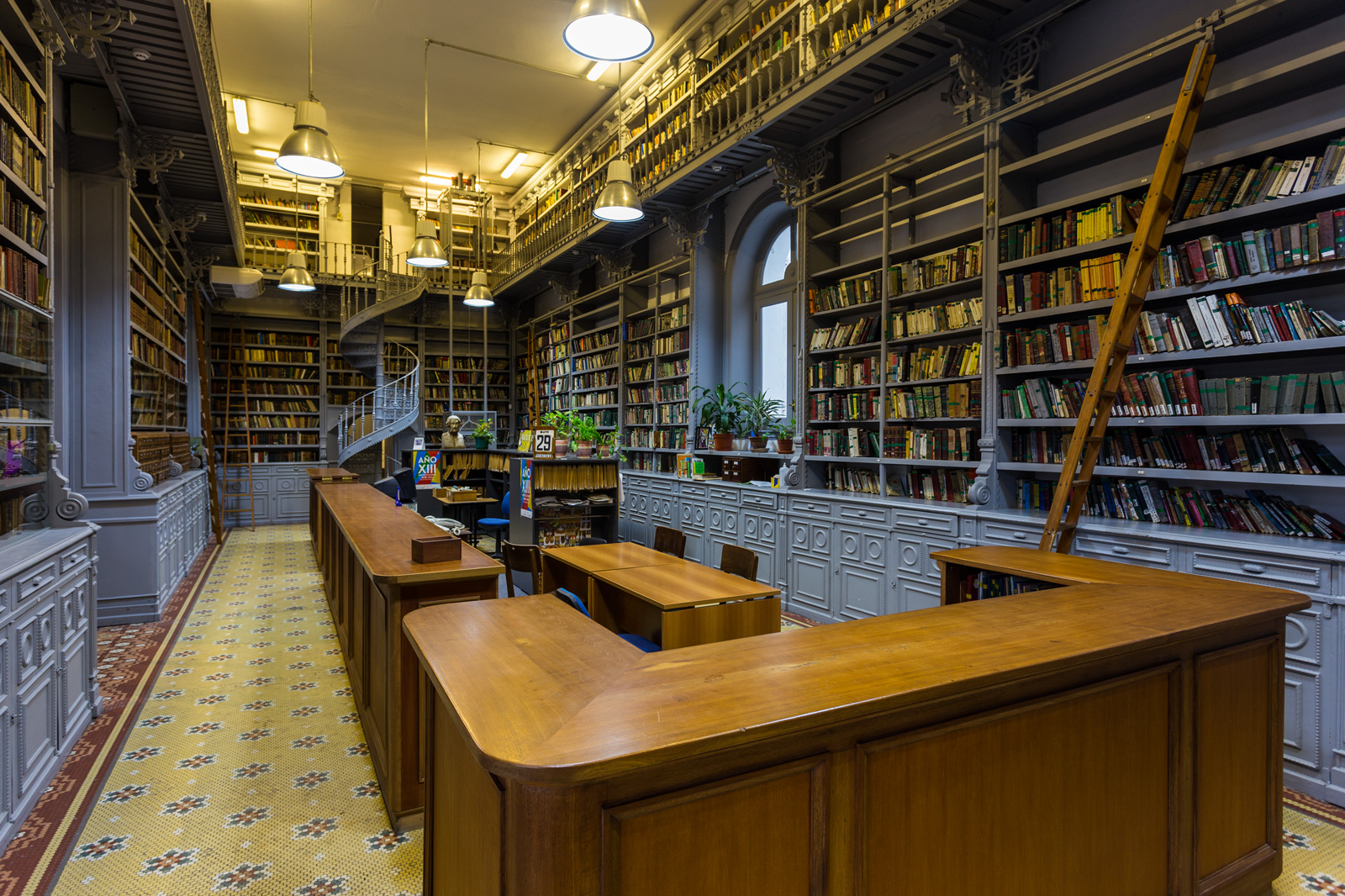
Biblioteca Central de Secundaria

### Biblioteca Central
La Biblioteca Central de Educación Secundaria es la principal biblioteca de enseñanza secundaria del país, la misma lleva el nombre en honor al doctor y profesor Carlos Real de Azúa y se encuentra en el 1.er piso del Instituto Alfredo Vásquez Acevedo. A su vez, cada centro educativo cuenta con una biblioteca propia.

### Cátedra Alicia Goyena
La Cátedra Alicia Goyena es una de las dependencias culturales del Consejo de Educación Secundaria. El lugar fue la casa de la profesora Alicia Goyena, docente de gran trayectoria, directora del Instituto Femenino Ordóñez Femenino (hoy Instituto de Profesores Artigas) durante treinta y tres años. La institución continúa con el objetivo fundacional de desarrollar actividades que contribuyan a la formación permanente de los docentes y estudiantes de formación docente, pero también ha profundizado el perfil de centro cultural abierto a toda la ciudadanía.

## Liceos
Según el Sistema Nacional de Educación Pública, existen 289 liceos públicos en todo el territorio nacional, de los cuales 72 están en Montevideo y 217 en el interior del país.
- Liceo N.º 1 Manuel Rosé de las Piedras
- Liceo N.º 1 Alfonso Espínola de San José
- Liceo N.º 1 Ildefonso Pablo Estévez de Tacuarembó
- Liceo N.º 1 José Enrique Rodó de Montevideo
- Liceo N.º 2 Héctor Miranda de Montevideo
- Liceo N.º 3 Dámaso Antonio Larrañaga de Montevideo
- Liceo N.º 6 Francisco Bauzá de Montevideo
- Liceo N.º 7 Joaquín Suárez de Montevideo.
- Liceo N.º 36 Batlle y Ordóñez de Montevideo.
- Liceo N.º 35 Instituto Alfredo Vásquez Acevedo de Montevideo.

## Autoridades
| Período 1995-2000 Consejo de Educación Secundaria             | Período 1995-2000 Consejo de Educación Secundaria |
| ------------------------------------------------------------- | ------------------------------------------------- |
| Directora general                                             | Lila Indarte                                      |
| Período 2000-2005                                             |                                                   |
| Director general                                              | Jorge Carbonell                                   |
| Período 2005-2010                                             |                                                   |
| Directora                                                     | Alex Mazzei                                       |
| Consejera                                                     | Herminia Pucci                                    |
| Consejera                                                     | Martín Pasturino                                  |
| Período 2010-2012                                             |                                                   |
| Directora                                                     | Pilar Ubilla                                      |
| Consejeros                                                    | Eduardo Tomeo                                     |
| Consejeros                                                    | Daniel Guasco                                     |
| Periodo 2012-2013                                             |                                                   |
| Director                                                      | Juan Pedro Tinetto                                |
| Consejera                                                     | Ema Zaffaroni                                     |
| Período 2014-2020                                             |                                                   |
| Directora                                                     | Celsa Puente                                      |
| Consejeros                                                    | Daniel Guasco - 2016 Isabel Jaureguy              |
| Consejeros                                                    | Javier Landoni                                    |
| Período 2018-2020                                             |                                                   |
| Directora                                                     | Ana Olivera                                       |
| Consejeros                                                    | Carlos Rivero                                     |
| Consejeros                                                    | Javier Landoni                                    |
| Periodo 2020 - 2025 Dirección General de Educación Secundaria |                                                   |
| Dirección                                                     | Jenifer Cherro Pintos                             |
| Sub-dirección                                                 | Óscar Yáñez                                       |
| Periodo 2025 - 2030                                           |                                                   |
| Dirección                                                     | Manuel Oroño Lugano                               |
| Sub-dirección                                                 | Sandra Peña                                       |